# Artomyces novae-zelandiae
Artomyces novae-zelandiae är en svampart som beskrevs av Lickey 2003. Artomyces novae-zelandiae ingår i släktet Artomyces och familjen Auriscalpiaceae.   Inga underarter finns listade i Catalogue of Life.